# Api.php
//ja.wikipedia.org/w/api.php
このページは本サイトのMediaWiki APIドキュメント・ページへのソフトリダイレクトです。